# Petrophile megalostegia
Petrophile megalostegia är en tvåhjärtbladig växtart som beskrevs av F. Müll.. Petrophile megalostegia ingår i släktet Petrophile och familjen Proteaceae. Inga underarter finns listade i Catalogue of Life.